# Justice Crosland Tilly
Justice Crosland Tilly, britanski general, * 1888, † 1941.